# 胡慎之
胡慎之（1918年3月24日—2018年12月25日），企業家，籍貫江蘇省鎮江縣，民國38年撤退來台灣，台灣百廢待舉，鑒於老百姓交通不便，於1961年於台北縣三峽鎮，與數位退除役軍人籌資成立三峽汽車運輸合作社，擔任理事主席，並成立多家客運公司服務民眾。台灣旅遊業逐步蓬勃發展，相繼成立國鶯通運、佳和遊覽以便旅遊業之交通需求。為了凝聚同業之間交流及分擔營運風險，擔任台灣省遊覽車客運商業同業公會聯合會，兩屆理事長(1977年-1982年)，與遊覽車同業共同成立全國聯合會(中華民國遊覽車客運商業同業公會全國聯合會)並擔任創會理事長及第二屆理事長。於1989年與公會同業合資成立統聯客運，並擔任第二任董事長。

## 事業發展
三峽汽車運輸合作社 理事長

海山汽車客運股份有限公司 董事長

淡水汽車客運股份有限公司 董事長

欣和汽車客運股份有限公司 董事長

國鶯通運有限公司 董事長

佳和交通有限公司 董事長

統聯汽車客運股份有限公司 第二任董事長

中華民國商業總會 常務理事

中華民國遊覽車客運商業同業公會全國聯合會 創會理事長 (民國73.07.06 - 79.07.24)

## 家族
共育有六子六女(1949年前在大陸育有三女、二子。1949年後在台灣育有三女、四子)，目前家族已到第五代，成員共106人。